# A Kalandra fel! szereplőinek listája
Ez a cikk a Kalandra fel! szereplőit sorolja fel.
A  két főszereplő Finn, az ember és Jake, az eb. Finn az egyetlen ember az első pár évadban, később találkoznak Erős Susan-nal, akiről később kiderül hogy ő a korábban említett visszahozó csoport tagja. Jake pedig egy varázskutya, akinek a családja fogadta be Finnt, így nem véletlen, hogy testvéreknek nevezik magukat. Rengeteg mellékszereplő is föltűnik a sorozatban, de közülük Buborék hercegnő, Marceline és Jégkirály játszanak kiemelt szerepet a történetben. Utóbbi kettő múltjáról egyre több derül ki.

## Főszereplők
Finn, az ember
A pilot epizódban Zack Shada szinkronizálta és ekkor Pen volt a neve. A sorozatban Jeremy Shada adja a hangját. Finn az emberek utolsó megmaradt településén született, viszont még kisbabakorában elkerült onnan, mikor apjára rátámadtak, őt pedig magával vitte a tengerre, ahonnan Ooo földjére jutottak. Finn a Gomba háború ember túlélőinek egyik utolsó ismert leszármazottja, akit Jake, a kutya családja fogadott be. Ez A Bumm-Bumm-hegy emlékei című részből derül ki. A sorozat elején 12 éves volt, a Rejtélyvonat című részben volt a 13. születésnapja, de ma már 14 esztendős. A kutyák furcsa nevelési módja olykor-olykor meglátszik rajta. Példaképp gyakran visszafelé ír. Megszállott módon próbál segíteni a védteleneken, legyőzni a gonoszt, és elnyerni Cukorország uralkodójának, Buborék hercegnő kegyeit. Azonban Láng hercegnővel volt párkapcsolatban amíg Finn be nem csapta és így szakítottak. Kék rövidnadrágot hord, világoskék pólót, világoszöld hátizsákot, és fehér, nyúlfüles sapkát. Csak néha veszi le a sapkáját, így nem látszik, hogy igaziból hosszú, szőke haja van. A Billy végakarata című részben megtudja hogy él az apja.
Jake, az eb
Jake egy 28 éves, sárga szőrű, intelligens, beszélő kutya. Szülei Joshua és Margaret, testvére Jermaine. Úgy jött világra, hogy Joshuát megharapta egy más dimenzióból származó teremtmény, Jake pedig ebből a sebből pattant ki. A családja fogadta be és nevelte fel Finnt. Jake rokonaitól eltérően nem csak kiváló zenei érzékkel, hanem furcsa varázshatalommal bír: teste gumiszerű, nyúlékony. Képes 10 emelet magasra nőni, kinyújtani lábait, ejtőernyővé lapulni, kezét kulccsá hajtogatni, vagy alakot váltani. A Boszorkány kertje című részben elmesélte, hogy erejét Ooo egyik sártócsájából szerezte (ezt a sártócsát feltehetően a Gomba háború bombázásai után nukleáris sugárzás érte, ergo Jake mágikusnak hitt hatalma valójában nem több, mint szimpla mutáció). Jake barátnője Buborék hercegnő szivárványszarvúja, Szivárványszarv, akiről a Szivárványszarv és a hercegnő című részben kiderül hogy neki és Jakenek gyerekeik lesznek. A Jake apa lett című részben meg is születnek a kicsik.

## Mellékszereplők
|  | Alább a cselekmény részletei következnek! |

Jégkirály
Eredetileg Simon (ejtsd: Szájmon) Petrikov, egy Észak-Skandináviai városkából (valamikor, még a Gomba háború előtt). Életcélja az volt, hogy szakértőjévé váljék a régiségeknek, ősi kincseknek, nyelveknek, feljegyzéseknek. Volt egy élettársa, barátnője, Betty, akit gyakran becézett „hercegnőnek”. Egy furcsa, ékszerekkel kirakott koronát is vett a gyűjteményébe, melyet gyakran felvett, hogy megnevettesse Betty-t. Azonban a korona furcsa hatalommal bírt, lassan megváltoztatta Petrikov-ot. Varázsszemeket kapott, mellyel látta az emberi lelkeket. Szemei kifehéredtek, Simonnak sose volt emléke arról, hogy mit csinált, míg a korona a fején volt, de elég volt ahhoz, hogy elijessze Betty-t. Sose hallott róla, vagy látta többé. Élete fenekestül felfordult. Egy videókazettára felvette történetét, ahogy elvesztett mindent, amit szeret, abból az okból, hogy elmondja, úgy érzi megőrült, és hogy bocsánatot kérjen mindazoktól, akiket valaha bántott. Simon elméje lassan elborult, bőre bekékült, haja kifehéredett, orra elkezdett nőni. Testhőmérséklete 30 °C alá süllyedt, rettegve nézett szembe a hatalmas faggyal, a közelgő jégkorszakkal. A korona elkezdett beszélni hozzá, mondván, hogy meg fogja védeni a fagytól. Mesélt neki a hó, s a jég hatalmáról. A magányban és az őrületben csupán arra vágyott, hogy „hercegnője” visszatér hozzá. Végül, mire metamorfózisa sikeresen végbe ment, nem maradt benne semmi a régi személyiségéből, csupán Simon Petrikov reménytelen álma, megszállottsága, hogy végül egy „hercegnő” meglássa, szeresse benne az embert.
Petrikov lehűlésének, és túlélésének három teóriája létezik:
- Egy rendellenes hóvihar, egy újabb jégkorszak köszöntött be, melynek hála Simon túlélte a Gomba Háborút.
- A korona hatalmának hála, Petrikov immunissá vált a nukleáris sugárzásra.
- Simon a koronát viselve tudat alatt egy hatalmas hóvihart idézett, mellyel megóvta magát, illetve a leendő Jégkirályságot.

Marceline
Marceline egy vámpírkirálynő, aki az Ooo földi barlangokban él. Apja az Éjszférában él, de néha ellátogat a Földre. Marceline nem szív vért, csupán vörös színt eszik. Például a piros almák színét kiszívja, ami így szürkévé válik. A Tudom, ki voltál! című részből kiderül, hogy a háború idején, amikor még kislány volt, találkozott Simon Petrikovval, és együtt próbálták túlélni az akkori körülményeket.
A Démon
A Démon, korábbi nevén Zombikirály az egyetlen visszatérő valódi gonosz a sorozatban. Célja minden élet elpusztítása. Az A Démon című részben megöli Billyt és a bőrét felvéve megtéveszti Finnt és Jake-et. A Wake Up című részben megöli Prizmo-t (aki később a Hát te élsz? című részben Jake-nek köszönhetően visszatér), az Escape From the Citadel című részben pedig Finn megállítja azzal, hogy egy folyadék segítségével véletlenül testet ad neki.
Buborék hercegnő
Buborék hercegnő Cukorország vezetője és egyben igen járatos a tudományban. Finn teljesen szerelmes belé de a hercegnő kora miatt (18 év) nem meri neki bevallani érzéseit. Legjobb barátnője Szivárványszarv. A második évadzáróban a Zombikirály hatása alá került, de végül sikerült meggyógyítaniuk a doktornőknek, de mivel nem volt elég rágó, hogy újra felépítsék, kisebb lett a hercegnő egy pár rész erejéig, 13 éves.
|  | Itt a vége a cselekmény részletezésének! |

Zizgő
Eredetileg BMO, Beemo egy beszélő, élő számítógép. Békés, és vidám szerkezet, aki szereti a saját 8-bit-es zenéjét hallgatni, illetve táncolni. Képes játékokat feltelepíteni, videókat lejátszani, és rendelkezik egy gombbal, mellyel a játékosokat, az agyába szippantja, akik így bekerülnek a játékba, minden egyszerűbb hazajutási lehetőség nélkül. A játékban található ellenfelek kivétel nélkül a halálát kívánják, mivel elzárja őket a valóságtól. Viszonylag mindenkivel jóba van, ugyanígy mindenki barátságos vele, Marceline pedig aranyosnak mondta egy dalban. A Pezsdülj fel című részben megismerkedik az alkotójával aki egy öregember.
Puffancs hercegnő
Puffancs hercegnő a Puffancs Űr, egy alternatív dimenzió királyának és királynéjának lánya. A puffancsok igencsak különböznek a földi élőlényektől, például Puffancs hercegnőnek fiúhangja van.
Láng hercegnő
Ő a Tűzkirályság uralkodójának 14 éves lánya. Párkapcsolatban állt Finnel amíg egy részben Finn be nem csapta és így elhagyta .  Amikor dühös, gyújtogatással vezeti le az indulatait, vagy lángmacskákká változtatja a tűzkirályságbéli lényeket. Így született például Láng Leó.
Billy
Finn és Jake hős, kalandor példaképe, aki később visszavonult, és barlangjában, kincsei közt üldögélve töltötte napjait, mondván, hogy fölösleges hősködni, a védtelent előbb-utóbb megölik. Mikor találkozott a két rajongójával, megjegyezte, hogy ugyanolyan volt, mint Finn. Saját varázskutyája is volt, melynek csontváza még mindig a barlangban nyugszik. Később Finn és Jake sikeresen bebizonyították neki egy idős asszony segítségével, hogy megéri kalandozni. Billy felszerelésének része volt legendás kardja, Pöpec (Nothung) és mágikus kesztyűje, mely az egyetlen létező fegyver, mely megsebezheti a Zombikirályt/Démont (Lich). Az A Démon című részben a Démon megöli, és a bőrét felvéve megtéveszti Finnt és Jake-et.
Szivárványszarv
Egy félig egyszarvú, félig szivárvány teremtmény, Buborék hercegnő legjobb barátnője, és Jake kedvese. Képes megváltoztatni a tárgyak, és emberek színét, valamint repülni is tud, mivel a teste felfogja a fényt, és azon táncol, ami megmagyarázza a repülés közbeni mozgását, és hogy miért szivárványszínű. A kísérleti epizódban galambszerű hangokkal kommunikál, de a sorozatban koreaiul szólal meg. Jake és Buborék hercegnő az egyetlen két lakó Ooo földjén, akik folyékonyan beszélnek koreaiul (és így az egyetlenek, akik megértik, amit mond). Az egyik részben pedig már gyerekeik is vannak.
Günter
Günter (eredetileg Gunter) a Jégkirály pingvinszolgái közül a legtöbb figyelmet kapó "pingvin". Néha elkíséri a Jégkirályt egy-egy útja során. Ő is a Jégkirályságban él a többi pingvinszolgával együtt, akiknek szintén G-betűvel kezdődő nevük van, pl. Gréta, Gergő, Gábor, stb. Az Orgalorg című részben kiderül, hogy az igazi neve Orgalorg, egy óriási, gonosz földönkívüli, aki el akarta foglalni a Naprendszert. Miután becsapódott Ooo Földjébe, pingvinné változott.
Fahéjgolyó
Fahéjgolyó a cukorországi udvari néphez tartozik. Nagyon mókásan viselkedik. A viselkedése talán annak köszönhető, hogy az A kézikönyv című részben egy hátra szaltót akar csinálni, de elrontja és beveri a fejét Buborék Hercegnő kastélyának egyik tornyába, ezzel agysérülést szerezve, bár Buborék Hercegnő az A királyi gyümölcstorta című részben kelekótyának (half baked) nevezi, a Tüzes trón című részben pedig valamivel okosabb lesz, miután egy tűzgolyónak köszönhetően teljesen megsül.
Erős Susan
Ő egy ember, aki ahhoz a csoporthoz tartozik akiket az emberek arra képeztek ki hogy ne hagyjanak senkit elmenni a szigetről. Ennek érdekében izomerősítőt és egy csipet is kapott a fejébe. Ooo földjén viszont meghibásodik a csipje, és mindent elfelejt. Finn-ék később egy csatornában találnak rá. Egyszer aktiválódik a csipje, akkor pedig óriási pusztítást rendez. A későbbi évadokban amikor meglátogatja a szülőföldjét akkor visszajönnek az emlékei.
Borsmenta
Ő egy cukorka, aki Cukorországban él. Jó barátságban van a Halállal.
Fatörzs
Fatörzs egy kis sárga elefánt, aki Fűföldön él, egy veszélyes erdő mellett. Szereti az almát és szokott almás pitét sütni Finnek és Jakenek. Szereti Röf uraságot.
Röf úr
Egy rózsaszín malac, aki szerelmes Fatörzsbe.
Csiga
A csiga húsvéti tojás módjára van elrejtve minden egyes epizódban. Az A Varázspulóver című részben a Zombikirály hipnotizálta a csigát, aki így kitörte a burkot, amiben a Zombikirályt tartották fogva és elszabadult. Ezután néhány részben még hipnózis alatt volt, de később ismét normális lett.
Varázsló
A varázsló, mint az a Marsbéli lókötők részben kiderült, egy marsi származású lény, akit azért száműztek, mert gonoszkodott a marsbeliekkel. Elég őrült, egyszer Finnt lábbá változtatta. Később együtt dolgozott Simon korábbi kedvesével Betty-vel, amíg az be nem csapja.
Ifjabb Jake
Jake és Szivárványszarv egyik gyereke aki egyben lány, és fura módon nem látszik a szeme.
Ash
Marceline exe, egy varázsló.
Prizmo
Egy kívánságmester, aki egy öregember álmának a manifesztációja. A Wake Up című részben a Démon megöli, később azonban a Hát te élsz? című részben Jake-nek köszönhetően visszatér.
Betty
A Jégkirály korábbi szerelme, Betty, később visszatér, arról hogy hogyan élte túl a Nagy Gomba háborút nem tesznek említést. Kis ideig együtt dolgozik varázslóval.
Maskara
A Cukorország palotájában élő pinatha, aki a plafonon lóg. Először a "Pizsamabuli-pánik" részben láthatjuk.